# Grote Synagoge (Pilsen)
De Grote Synagoge (Tsjechisch: Velká synagoga) in de Tsjechische stad Pilsen is de op twee na grootste synagoge van de wereld, en de op een na grootste van Europa, na de Grote Synagoge in Boedapest. De hoogte van de torens is 45 meter. De synagoge is gelegen in het stadsdistrict Pilsen 3.
De oorspronkelijke plannen voor de synagoge waren afkomstig van de Weense architect Max Fleischer. Hij ontwierp een synagoge in gotische stijl met twee torens van 65 meter hoog. Op 2 december 1888 werd begonnen met de bouw, maar al gauw werd de bouw stilgelegd door het stadsbestuur. De bestuurders waren bang dat de even verderop gelegen St. Bartholomeüskathedraal weg zou vallen bij de imposante synagoge. In 1890 werd een nieuw ontwerp ingediend door Emmanuel Klotz. Het oorspronkelijke grondplan was hetzelfde gebleven in zijn nieuwe plannen, maar de torens zouden 20 meter lager worden, en de stijl zou niet gotisch maar een combinatie van romantiek en neorenaissance zijn. 
Het nieuwe plan werd wel goedgekeurd door de gemeente en in 1893 werd het bouwwerk voltooid. Tot het begin van de Tweede Wereldoorlog is de Grote Synagoge onafgebroken gebruikt door de joden uit Pilsen, ongeveer 2.000 in getal. Na de oorlog is de synagoge opnieuw in gebruik genomen. Tijdens het communistische tijdperk raakte het gebouw vervallen, maar tussen 1995 en 1998 is het gerestaureerd, voor 63 miljoen Kč. Op 11 februari 1998 werd de synagoge heropend, en sindsdien wordt het niet alleen voor de gebedsdiensten gebruikt maar ook voor verschillende concerten, waaronder een van Karel Gott.

## Afbeeldingen

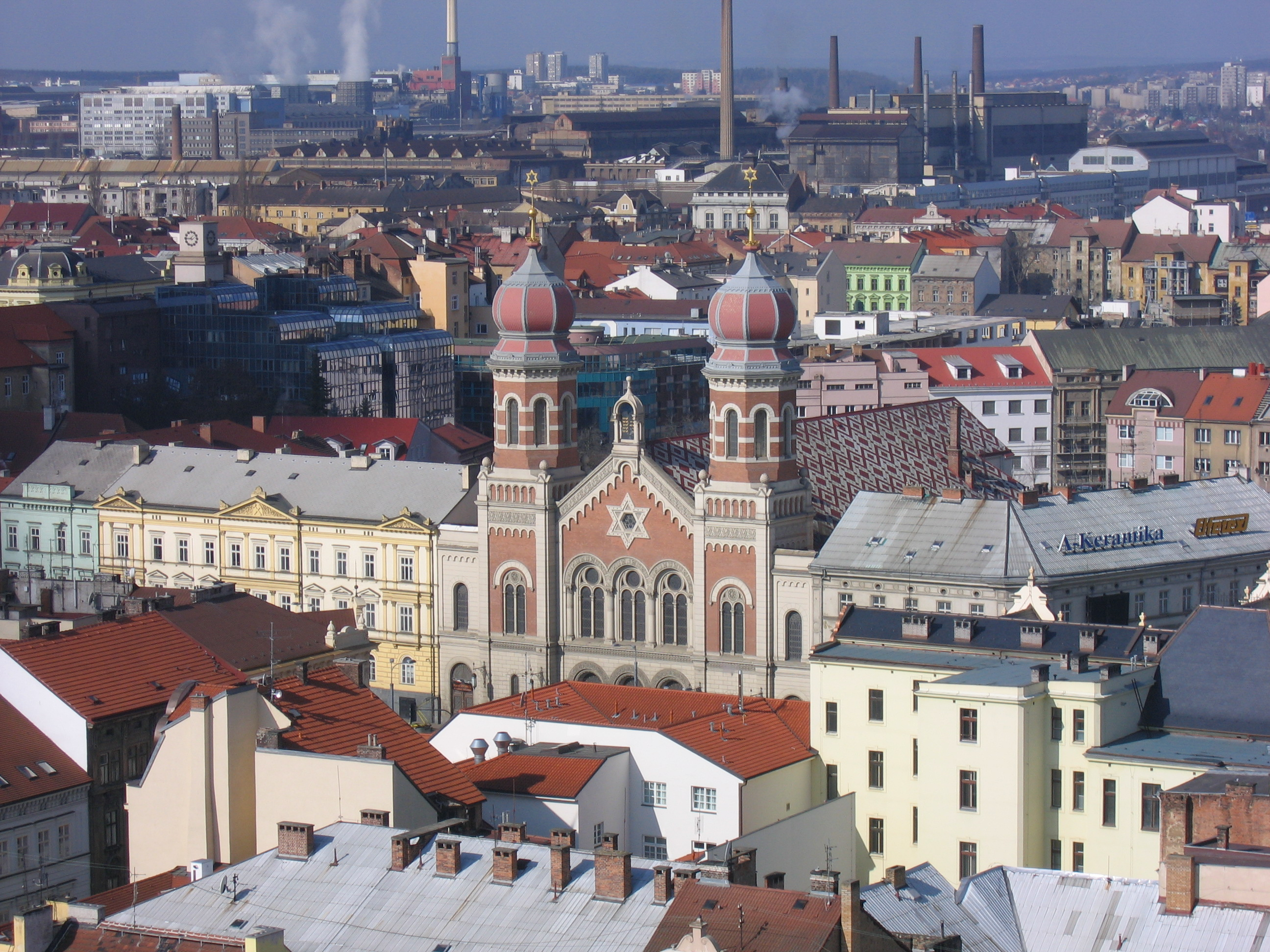
De Grote Synagoge gezien vanaf de St. Bartholomeüskathedraal
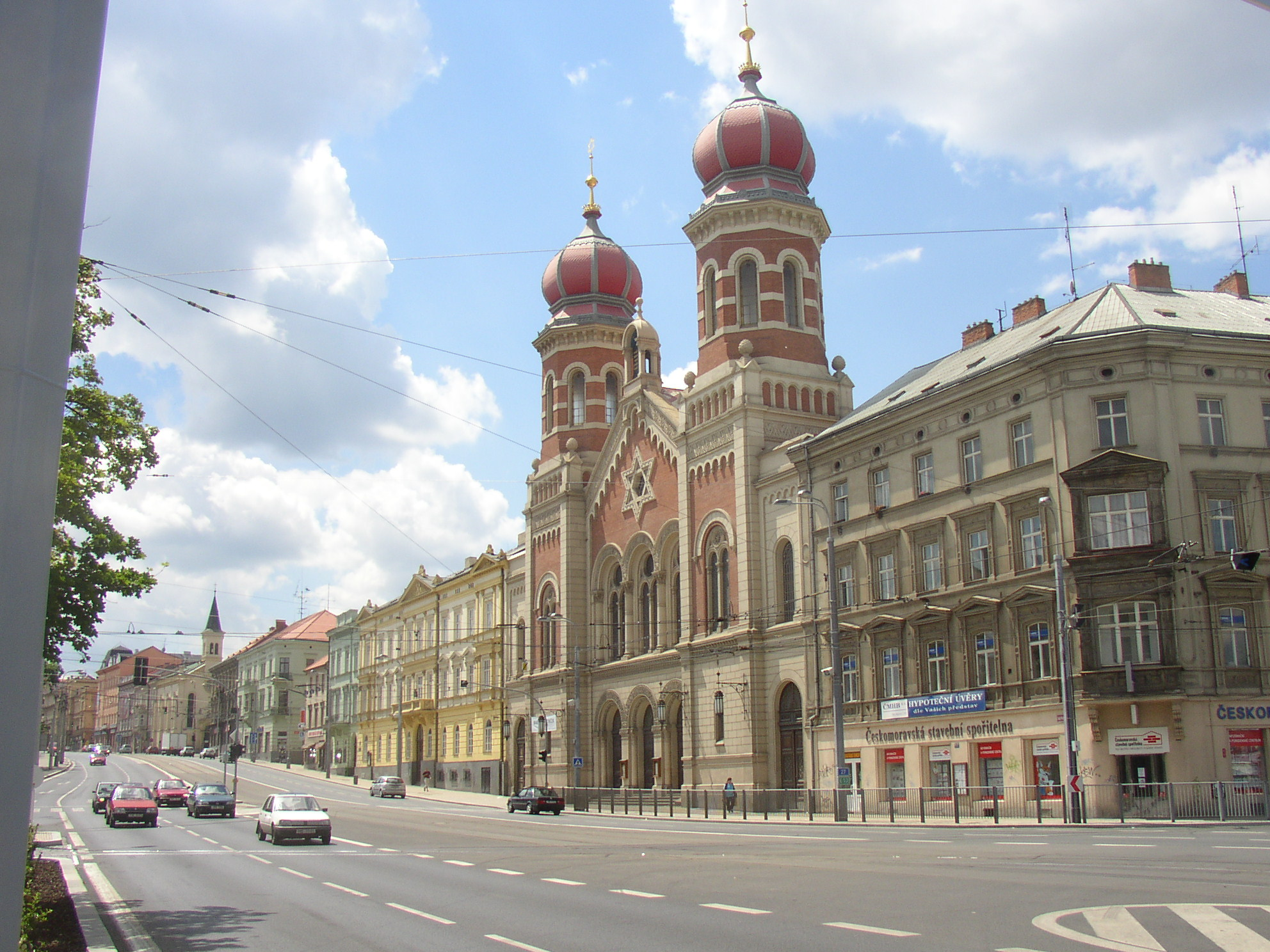
De Grote Synagoge gezien vanaf de noordzijde
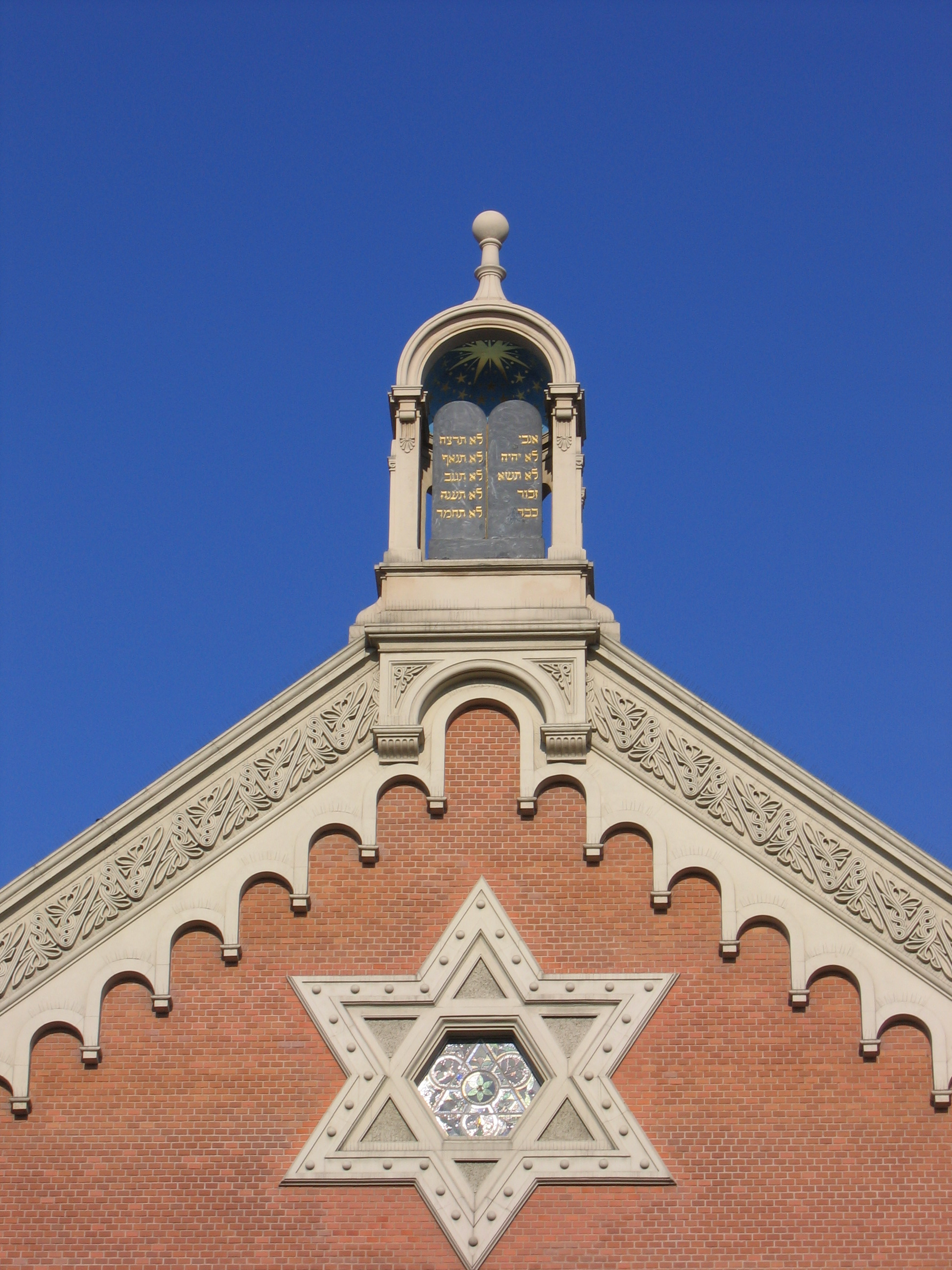
De davidster op de voorgevel van de Grote Synagoge
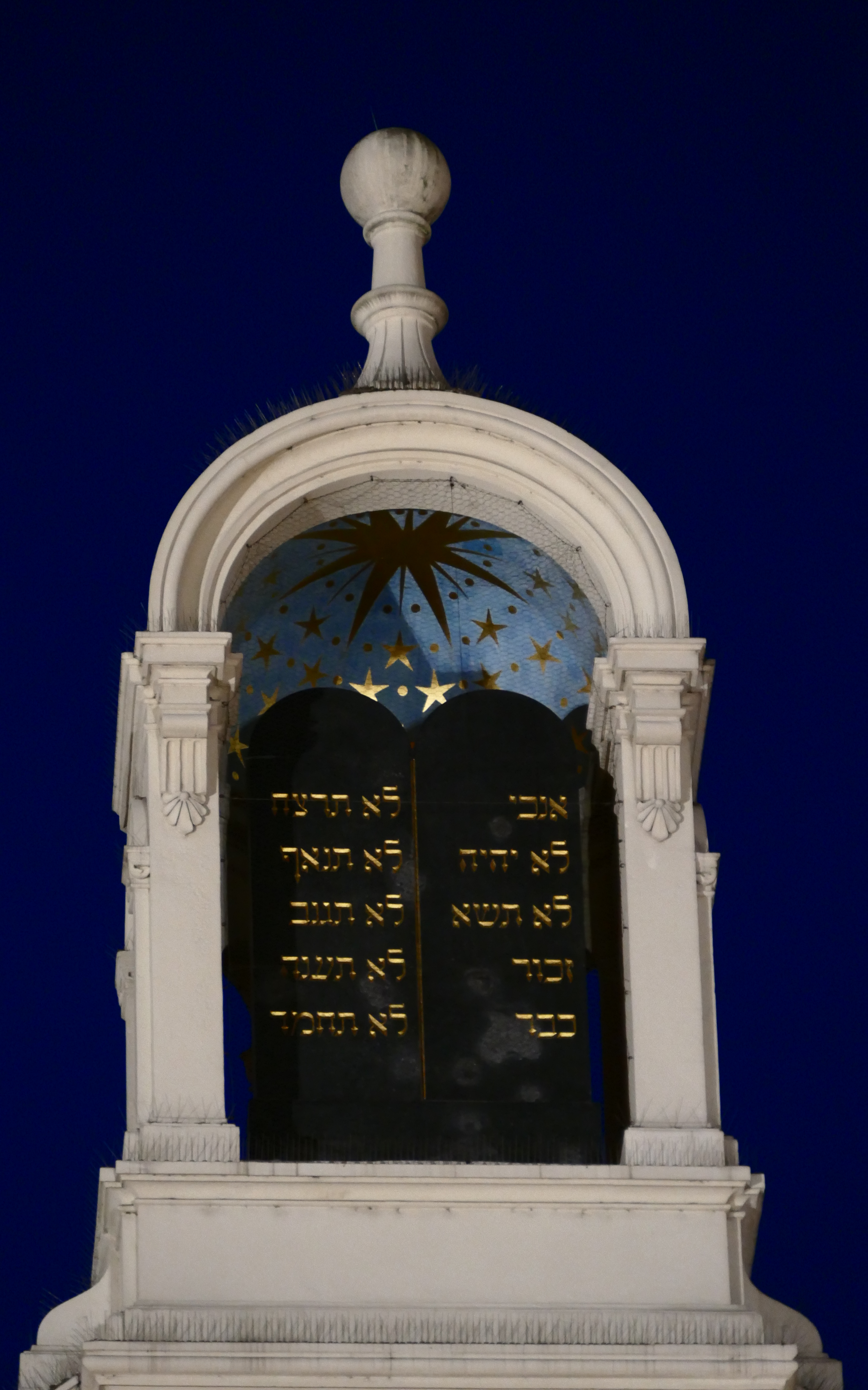
De Tien Geboden in het Hebreeuws op het dak
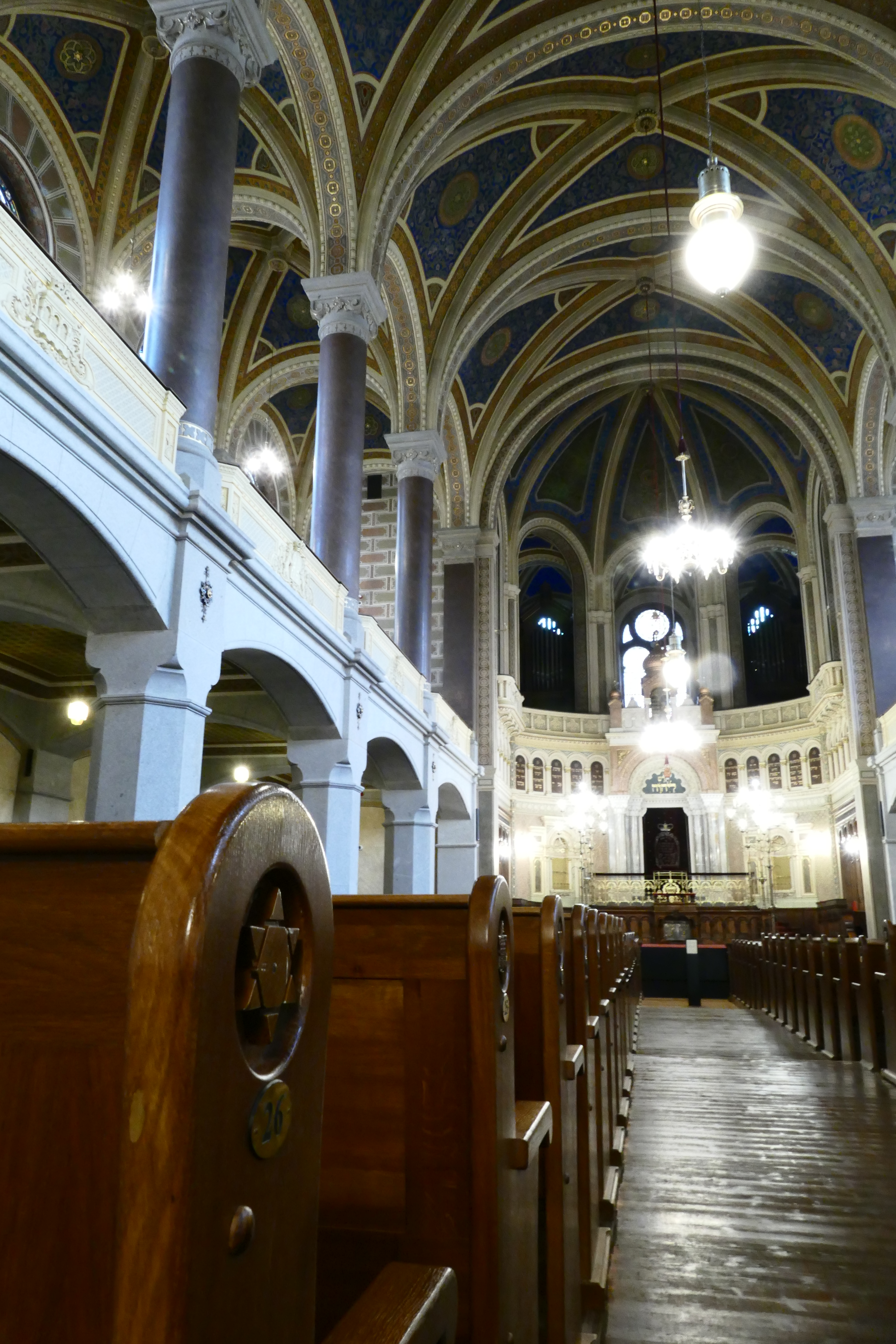
Davidsster op een houten bank
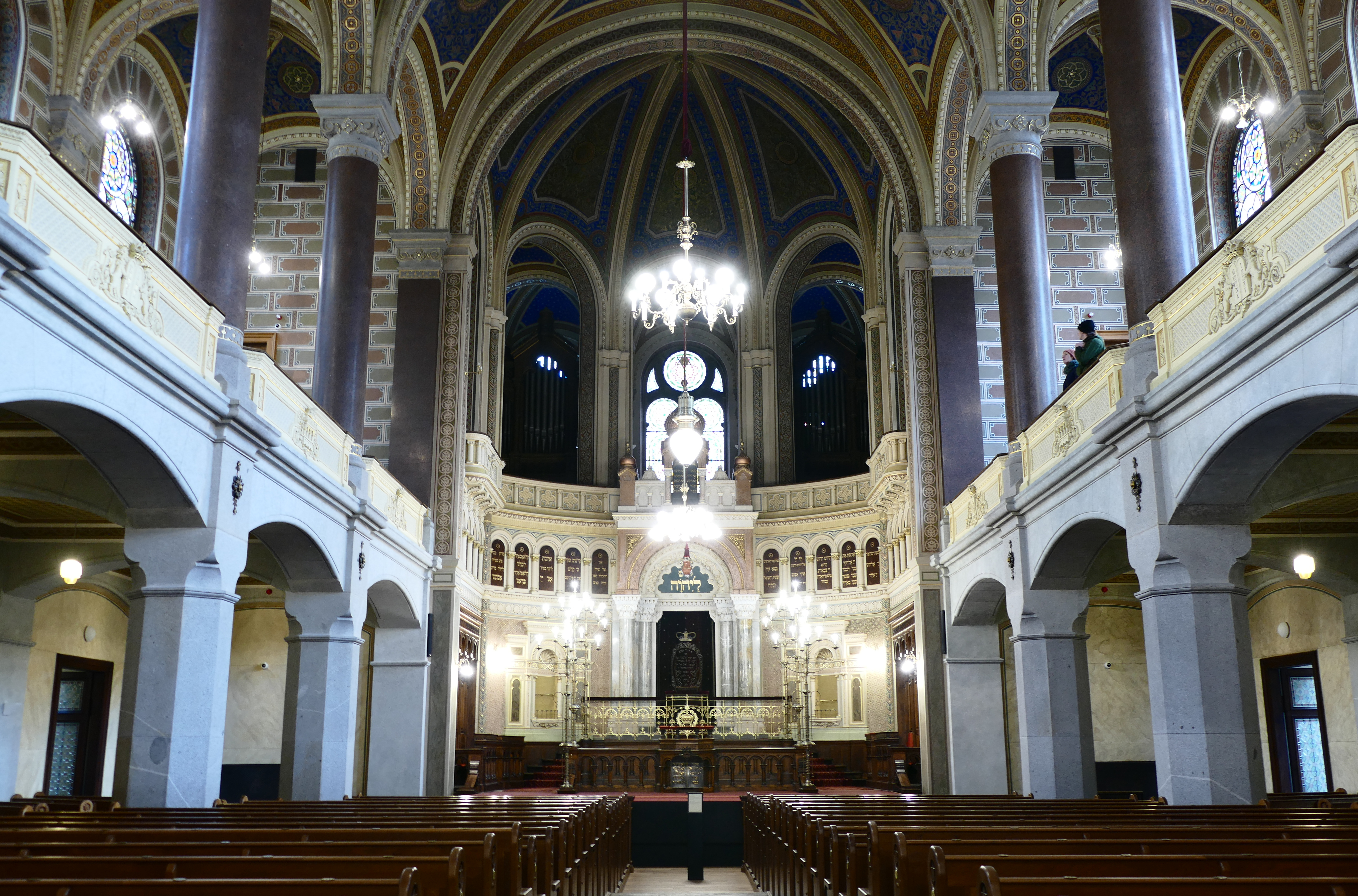
Binnenaanzicht